# Stafford (Connecticut)
Stafford è un comune di 11.307 abitanti degli Stati Uniti d'America, situato nella Contea di Tolland nello Stato del Connecticut.